# Клер Деймс
Тасія Ніколь Тернер (англ. Tasia Nicole Turner, нар. 13 серпня 1981), відома як Клер Деймс (англ. Claire Dames) — американська порноакторка.

## Біографія
Народилася в Каліфорнії. Була стриптизеркою в Ріно, в Неваді. З 2007 року потрапила в порноіндустрію. Також знімалася для ряду порносайтів (assparade.com, bigtitsroundasses.com, sexandsubmission.com, gagfactor.com, boobsandbottoms.com).
У червні 2009 року Клер Деймс і ще 5 осіб (включаючи Наташу Найс) заарештовували і на нетривалий час затримували за звинуваченням у непристойній поведінці в громадських місцях (демонстрацію топлес).
На 2014 рік знялася в 191 порнофільмі.

## Премії і номінації
- 2008 AVN Award номінація — Best Oral Sex Scene, Video — Sperm Splattered 4[6]
- 2009 AVN Award номінація — Best Supporting Actress — «Night of the Giving Head»[7]
- 2009 AVN Award номінація — Best Oral Sex Scene — «Night of the Giving Head»
- 2009 AVN Award перемога — Most Outrageous Sex Scene — «Night of the Giving Head»[8]